# Asganaway
Asganaway a été une émission de radio sur Radio Deejay animée par Albertino, Paolo Noise, Fabio Alisei et Wender de 2011 à 1014.
Le programme a été basé sur des sketches comiques et des farces au téléphone. L'émission a été annulé pour décision de Linus, le frère aîné de Albertino et directeur artistique de Radio Deejay,.